# Skyway
En skyway er en lukket eller overdækket gangbro, der forbinder to eller flere bygninger. De er typisk placeret en eller to etager over jorden, men ved højhuse kan de være placeret væsentlig højere. De ejes typisk af firmaer og institutioner, der har behov for at forbinde bygninger, der for eksempel kan ligge på hver sin side af en gade, som folk så kan krydse i sikkerhed og tørvejr.
I nogle lande, for eksempel USA og Thailand, er der anlagt hele netværk af offentligt tilgængelige skyways. Det længste sammenhængende netværk er det 18 km lange Minneapolis Skyway System, der forbinder 69 kontorbygninger, hoteller, boligblokker og andre bygninger i Minneapolis. En anden form for netværk af skyways om end i mindre format finder man i mange lufthavne, hvor de bruges til at forbinde terminaler med.